# 諸塚ダム
諸塚ダム（もろつかダム）は、宮崎県東臼杵郡諸塚村、二級河川・耳川水系柳原川に建設されたダムである。
九州電力が管理を行う発電用ダムで、高さ59.0メートルの中空重力式コンクリートダムであり、九州地方では唯一の中空重力ダムである。九州では初めてとなる揚水発電を行う水力発電所・諸塚発電所の上部調整池であり、下部調整池である山須原（やますばる）ダムとの間で最大5万キロワットの電力を生みだす。ダムによって形成される人造湖は、特に名称が付けられていない。